# Honschaft Meiersberg
Die Honschaft Meiersberg war vom Mittelalter bis in das 19. Jahrhundert hinein eine von 14 Honschaften im Landgericht Homberg des  Amtes Angermund im Herzogtum Berg. Das Gebiet der Honschaft liegt heute in den nordrhein-westfälischen Städten Ratingen, Heiligenhaus und Mettmann im Kreis Mettmann zwischen dem Angerbach und dem Schwarzbach.
Im Zuge einer Verwaltungsreform innerhalb des Großherzogtums Berg wurde 1808 die Bürgermeisterei Hubbelrath gebildet. Die Honschaft Meiersberg bildete im 19. Jahrhundert daraufhin einen Teil der bergischen Bürgermeisterei Hubbelrath im Landkreis Düsseldorf des Regierungsbezirks Düsseldorf innerhalb der preußischen Rheinprovinz.
Der Plan von der Honschaft Meiersberg im Amte Angermund gelegen aus dem Jahr 1805 zeigt detailliert das Honschaftsgebiet mit ihren einzelnen Wohnplätzen.
In der Statistik und Topographie des Regierungsbezirks Düsseldorf von 1832 werden einige ausgewählte Ortschaften und Wohnplätze der Honschaft aufgeführt: Bremenfeld, Oberheide, auf den Straten und Schönenbeck (originale Schreibweise).
1840 entstand aus der Honschaft Meiersberg die Landgemeinde Meiersberg, die seit 1930 zum Amt Hubbelrath im Kreis Düsseldorf-Mettmann gehörte und 1967 mit der Gemeinde Homberg-Bracht-Bellscheidt zur Gemeinde Homberg-Meiersberg zusammengeschlossen wurde.